# Kyriakoséllia
Kyriakoséllia, en grec moderne : Κυριακοσέλλια, ou Kyriakosélia (Κυριακοσέλια), est un village du dème d'Apokóronas, dans le district régional de La Canée de la Crète, en Grèce. Selon le recensement de 2011, la population de Kyriakoséllia compte 32 habitants.
Le village est situé à 31 km de La Canée et à une altitude de 360 mètres.

## Recensements de la population
| Recensements | 1900 | 1920 | 1928 | 1940 | 1951 | 1961 | 1971 | 1981 | 1991 | 2001 | 2011 |
| ------------ | ---- | ---- | ---- | ---- | ---- | ---- | ---- | ---- | ---- | ---- | ---- |
| Population   | 59   | 82   | 82   | 85   | 74   | 70   | 59   | 53   | /    | 46   | 32   |